# Burning Candles
De Burning Candles was een van de eerste Nederlandse gospelkoren en speelde een belangrijke rol in de ontwikkeling van de Nederlandstalige gospelmuziek. De groep bestond van 1966 tot 2001.

## Geschiedenis
De groep werd in 1966 opgericht door Dolf Vorsterman van Oijen. Zijn familie was in 1956 vanuit Indonesië naar Nederland geëmigreerd. Hun zoon begon de rockgroep The Black Strangers, een zogeheten Indo-rockband. Na verloop van tijd maakten verschillende van de bandleden een keuze voor het christelijk geloof. Zij besloten te stoppen na een optreden waar de zaal bijna afgebroken werd en de bandleden naar de kelder moesten vluchten.
De Burning Candles bestond voornamelijk uit een klein koor, aangevuld met instrumenten als gitaar, toetsen en drums. Dolf Vorsterman van Oijen was de leadzanger en leider van de groep. De band wilde "mensen het evangelie brengen en confronteren met het geloof". 
Binnen christelijk Nederland maakte de band snel furore. Zij vielen mede op omdat er tot dan toe weinig tot geen Nederlandstalige gospelmuziek werd gemaakt. De Burning Candles werden ook binnen veel gevestigde kerken uitgenodigd, al lag het drumstel daar soms moeilijk. In de jaren zeventig groeide de bekendheid van de band door de aandacht van de net opgerichte Evangelische Omroep. In de eerste uitzending van de EO waren verschillende nummers van het gospelkoor te horen. Ze traden op in verschillende tv-programma's. In 1978 en 1981 speelde de Burning Candles op de EO-Jongerendag. 
Andere grote optredens waren op de One Way-dagen van Stichting Opwekking en een conferentie van Billy Graham in Amsterdam. Verder reisde de groep regelmatig naar het buitenland. Er vonden onder andere reizen plaats naar Indonesië, het Caribisch gebied, Israël, Suriname, Polen, Hongarije, voormalig Joegoslavië en Oekraïne. In de loop van de tijd verschenen er in eigen beheer een groot aantal elpees, singles en cd's. 
De leiding van de band werd in 1987 overgenomen door Willem Verweij, een zwager van Dolf Vorsterman van Oijen. Deze verhuisde naar Zuid-Duitsland om daar als musicerende zendeling te evangeliseren. De band ging in 2001 uit elkaar, omdat het voor steeds meer bandleden moeilijker werd om langdurig te toeren.